# からす山
からす山（からすやま）は、愛知県名古屋市名東区の北東部にある山である。明徳公園内にあり標高72.6mである。三等三角点（点名=猪子石）が存在する。散歩道も整備され、近隣の住民の憩いの場になっている。